# بایونتا ۲
بایونتا ۲ (ژاپنی: ベヨネッタ2 هپبورن: Beyonetta Tsū) یک بازی ویدئویی در سبک اکشن-ماجراجویی است که توسط پلاتینیوم گیمز توسعه یافته و به‌وسیلهٔ نینتندو در سال ۲۰۱۴ برای کنسول وی یو منتشر شد. این بازی دنبالهٔ بایونتا در سال ۲۰۰۹ به‌شمار می‌رود و به کارگردانی یوسکه هاشیموتو و تهیه‌کنندگی اینابا آتسوشی، هیتوشی یاماگامی، و آکیکو کورودا، همراه با خالق سری بایونتا، هیدکی کامیا به عنوان مدیر ناظر ساخته شده‌است.
نسخهٔ کنسول نینتندو سوئیچ در فوریه ۲۰۱۸ عرضه شد. دنبالهٔ آن نیز تحت عنوان بایونتا ۳، در ۲۸ اکتبر ۲۰۲۲، به‌طور انحصاری برای نینتندو سوئیچ در دسترس قرار گرفت.

## داستان
بازی پس از اتفاقات نسخهٔ اول شروع می‌شود در هنگامه شروع سال نو بایونتا به همراه انزو مشغول خرید و بگو مگو کردن هستند که با ژان روبرو می‌شوند. پس از صحبتی کوتاه بین آنان یک جت به سوی آن‌ها می‌آید که بایونتا با یک ضربه جت را به هوا پرتاب می‌کند که با این کار لباس او رنگی می‌شود و مجبور به تعویض لباس می‌شود و رودان لباس بابا نوئل و سلاح‌های جدیدی به او می‌دهد در حین مبارزات بایونتا برای از بین بردن دشمنانش یک هیولا احضار می‌کند که پس از کشتن دشمنانش به سمت خود بایونتا حمله‌ور می‌شود. ژان برای محافظت از بایونتا خود را جلوی او می‌اندازد و با انحام این کار روح از بدن ژان جدا شده و به جهنم می‌رود بایونتا که حالا دوستش را از دست رفته می‌بیند به تنهایی به مقابله با هیولای عظیم‌الجثه می‌رود و پس از یک مبارزه دیدنی او را شکست می‌دهد. سپس همگی در بار رودان جمع می‌شوند، رودان می‌گوید که هنوز ژان نمرده و باید قبل از این که روح ژان به دروازه‌های جهنم برود آن را برگرداند. او با هواپیمایی به همراه انزو به شهری که Fimbulventr در آن قرار دارد می‌روند در آنجا بایونتا با لوکی که پسرکی است با قدرت‌های جادویی که از گذشته اش چیزی به یاد ندارد آشنا می‌شود و با هم به سمت Fimbulvent می‌روند و در طول مسیر با فردی که ماسک بر صورت دارد به صورت مکرر برخورد می‌کنند که این فرد در تلاش است که لوکی را از بین ببرد این فرد ماسک دار کسی نیست جز بالدر جوان که توسط ایسیر احضار شده تا لوکی را بکشد.
بالدر به دنبال کشتن لوکی و به دنبال گرفتن انتقام کشته شدن همسرش و مادرش است. بایونتا به دروازه جهنم می‌رسد و پس از یک مبارزه با ایسیر لوکی دروازه را باز می‌کند و هم لوکی و بایونتا و بالدر به درون آن سقوط می‌کنند و پس از یک سری مبارزات بایونتا موفق به آزاد کردن روح ژان می‌شود ژان به بایونتا می‌گوید که یک اتفاق بزرگ در حال روی دادن است بایونتا به او می‌گوید که برود و استراحت کند و او همه چیز را می‌داند. سپس بایونتا به شهر ویگرید می‌رود و آنجا با روزا مادر خود روبرو می‌شود آن دو با هم و با انجام مبارزات پیش رفته به جلو می‌روند و در طول مسیر با لوکی مبارزه می‌کند لوکی بایونتا را متوقف و با خنده دور می‌شود بایونتا در جستجوی او به مکانی می‌رسد که بالدر هم همزمان با او آنجا می‌رسد به درون یک مکان که می‌روند می‌بینند که روزا زخمی شده و لوکی می‌گریزد روزا در حال مرگ به بالدر می‌گویید که حواسش به فرزند عزیزشان سریزا (بایونتا) باشد و در این بین بایونتا به بالدر می‌گوید که زمان زیادی ندارد و او باید برای شکست دادن آسیر به زمان ایسیر برود بالدر با ناراحتی به سمت بایونتا می‌رود و با او به زمان آسیر می‌رود و بر روی یک جت که هدایت آن را ژان برعهده دارد به سمت Fimbulventr رهسپار می‌شوند.
در این راه ارتشی متشکل از شیاطین و فرشتکان به مقابله با آنان می‌آیند ولی آنان به آنجا می‌رسند. آنان متوجه می‌شوند که ایسیر در حقیقت نیمه دیگر لوکی لوپر است که روزا را کشته ایسیر با گرفان قدرتهای آنان و به دست آوردن قدرت چشم چپ و راست به مبارزه با آنان می‌پردازد که در حین مبارزه لوکی یک کارت را رو می‌کند و قدرت ایسیر کاهش میابد لوکا اخطار می‌دهد که با کشتن ایسیر لوکی نیز از بین می‌رود ولی لوکی می‌گوید که مهم نیست و ادامه می‌دهد پس از مبارزاتی زیبا بالدر و بایونتا ایسیر را به سمت جتی که ژان روی آن بود پرت می‌کند و ژان با احضار هیولا او را از بین می‌برد در این بین روح ایسیر در تلاش برای فرار به زمانی دیگر است که بالدر جلوی او را می‌گیرد لوکی اخطار می‌دهد با این کار تا ابد روح او مسموم و شرور می‌شود و بالدر می‌گوید در تلاش برای نابودی ایسیر خدای هرج و مرج این امر مهم نیست ناگهان بایونتا فریاد می‌زند بالدر و ناگهان بالدر می‌گوید سریزا خواهش می‌کنم فقط برای یک بار مرا بابا صدا بزن بایونتا آرام می‌گویید بابا و بالدر تشکر می‌کند و ناپدید می‌شود در این بین لوکی نیز با بایونتا خداحافظی می‌کند و می‌گوید شاید در آینده او را ببیند و او نیز ناپدید می‌شود. در سکانسی دیگر بایونتا و ژان را در حال خرید کردن دیده می‌شوند لوکا و رودان در حال اعلامیه پخش کردن که ناگهان بایونتا به یاد می‌آورد که انزو را فراموش کرده سپس انزو با هواپیما به سمت آنان می‌آید هر دو یک لگد می‌زنند و هواپیما به بالا می‌رود ولی لباس آنان دوباره حراب می‌شود و بر روی هواپیما با فرشتگان به جنگ می‌پردازند.
در سکانس نهایی بالدر دیده می‌شود که هیبتی شبیه بالدر بایونتا ۱ دارد و بازی با لوگوی بایونتا ۱ به پایان می‌رسد.

## بازتاب‌ها
| گردآورنده | امتیاز                     |
| --------- | -------------------------- |
| متاکریتیک | (وی یو) ۹۱/۱۰۰ (NS) ۹۲/۱۰۰ |

| ناشر                | امتیاز                                                                         |
| ------------------- | ------------------------------------------------------------------------------ |
| آل‌گیم               | [ ۹ ]                                                                          |
| دستراکتید           | 10/10                                                                          |
| اج                  | 10/10                                                                          |
| یوروگیمر            | 9/10 (UK) 10/10 (Germany) 9/10 (Italy) 10/10 (Spain) 9/10 (Portugal) 9/10 (US) |
| فامیتسو             | 38/40                                                                          |
| گیم اینفورمر        | 9/10                                                                           |
| گیم رولیشن          | [ ۲۰ ]                                                                         |
| گیم‌اسپات            | 10/10                                                                          |
| گیمز ریدار+         | [ ۲۲ ]                                                                         |
| گیم‌تریلرز           | 9.8/10                                                                         |
| آی‌جی‌ان              | 9.5/10                                                                         |
| جویستیک             | [ ۲۵ ]                                                                         |
| نینتندو لایف        | [ ۲۶ ]                                                                         |
| نینتندو ورلد ریپورت | 9/10                                                                           |
| پولیگان             | 7.5/10                                                                         |
| Metro (UK)          | 9/10                                                                           |